# Bag (Krk)
Der Bag (158 m) ist die südöstlichste Erhebung der Insel Krk in Kroatien.

## Lage
Der flach ausgeprägte Gipfel liegt inmitten eines verkarsteten Hochplateaus im Südosten der Insel, auf dem auch die höchste Erhebung Obzova liegt. 
Der Bag ist durch einen Steinhaufen markiert. Ein Wanderweg führt von Baska zum höchsten Punkt.